# Gheorghe C. Mihalcea
Gheorghe C. Mihalcea (n. 19 septembrie 1938, Dăeni, județul Tulcea - d. 26 iulie 2005, Horia, jud. Tulcea) a fost un folclorist, doctor în filologie  cu teza Poezia colindelor - imagine a vechii culturi românești (1983).
A contribuit cu articole de specialitate în publicațiile științifice "Peuce" (Tulcea) și "Revista de etnografie și folclor" (publicație a Academiei Române dedicată cercetărilor etnografice). 

## Viața
Gheorghe Mihalcea s-a născut ca fiu al Marioarei (născută Matei) și al lui Constantin Tudor Mihalcea. A absolvit Seminarul teologic din Buzău (1952-1957) și a continuat studiile la București, la Institutul Teologic (1966-1972). Între anii 1961-1986, a lucrat ca profesor de limba și literatura română și preot la Horia, județul Tulcea. Între anii 1986-1991, Gheorghe Mihalcea și-a continuat cariera de profesor la Seminarul Teologic din Buzău, unde a predat limbile română, franceză și engleză. În 1991 revine la Horia, unde își desfășoară activitatea de profesor și de folclorist până la sfârșitul vieții .

## Operă antumă
- 1976 - Contribuții la cercetarea etnofolclorică a nordului dobrogean[5].

## Culegeri de folclor
- 1971 - La fântâna de sub deal[6];
- 1972 - Flori dalbe, flori de măr, c colaborare cu Aurel Munteanu;
- 1975 - La dalba cetate, transcrierea muzicală de Iosif Herțea, prefață de Al. I. Amzulescu;
- 1978 - Aho, aho, copii și frați!, prefață de Stanca Fotino;
- 1980 - Pe buhaz de mare, transcriere muzicală Gheorghe Oprea, prefață de Al. I. Amzulescu;
- 2000-2001 - Sus în slava cerului. Colinde din satul Oltina, jud. Constanța, I-II;
- 2001 - Prin pometul raiului. Colinde de ceată din Gârliciu, jud. Constanța;
- 2001 - Fluierul de izbândă. Basme, povestiri și snoave din satul Nifon, județul Tulcea, îngrijit de Olimpiu Vladimirov [7];
- 2003 - Fata de la izvorul limpede. Basme, povești și snoave din Horia, jud. Tulcea.